# Erysimum pallasii
Erysimum pallasii är en korsblommig växtart som först beskrevs av Frederick Traugott Pursh, och fick sitt nu gällande namn av Merritt Lyndon Fernald. Erysimum pallasii ingår i släktet kårlar, och familjen korsblommiga växter. Inga underarter finns listade i Catalogue of Life.